# Karl Jacobs (Schriftsteller)
Karl Jacobs (* 1. Juni 1906 in Essen; † 23. August 1997 ebenda) war ein deutscher Schriftsteller und Übersetzer. Zudem wirkte er ab 1937 als Gymnasiallehrer, ab 1946 als Oberstudiendirektor.

## Leben
Der Sohn eines Lehrers aus Kleve absolvierte nach dem Besuch des Essener Burggymnasiums ein Studium der Fächer Deutsch, Französisch, Pädagogik, Philosophie, Volkskunde, Kunstgeschichte, Englisch und Erdkunde an den Universitäten in Bonn, Lausanne, München und Köln. 1929 wurde er an der Universität Köln mit einer Arbeit über den Dramatiker Adolf von Wilbrandt zum Doktor der Philosophie (Dr. phil.) promoviert.
Erste Beiträge veröffentlichte Jacobs in Zeitungen wie der Kölnischen Volkszeitung, der Deutschen Allgemeinen Zeitung und der Wochenschau. 1927 wurde er von flämischen Studenten dem Schriftsteller Felix Timmermans vorgestellt. Er schlug Timmermans eine Lesereise durch Deutschland vor, die zu dessen Erfolg in Deutschland beitrug.
Mit Unterbrechungen unterrichtete Jacobs von 1937 bis 1971 als Gymnasiallehrer in Essen, ab 1946 an der dortigen Luisenschule, deren Direktor er wurde. Während des Zweiten Weltkriegs arbeitete Jacobs als Dolmetscher für die deutsche Militärbesatzung in Belgien und Nordfrankreich. In dieser Zeit verfasste er Reiseführer und eine Sammlung flämischer Volksschwänke für Frontsoldaten. Jacobs war katholisch und vor dem Krieg war er in katholischen Kreisen aktiv. In einer von ihm 1943 herausgegebenen Anthologie flämischer Autoren drückte er seine Bewunderung der flämischen Literatur in nationalsozialistischer Sprache aus, bewegte sich aber gleichzeitig im traditionellen Rahmen der deutschen Rezeption solcher Literatur. Seine Liebe zu einem in Traditionen verhafteten Flandern erklärte Jacobs nach dem Krieg mit Bezug auf seine niederrheinische Herkunft. Für ihn war die flämische Literatur ein Sehnsuchtsort wie die Märchen der Brüder Grimm für die Romantiker.
Karl Jacobs verfasste seit den Zwanzigerjahren zahlreiche Theaterstücke; in den 1950er- und 1960er-Jahren war er Bearbeiter und Mitherausgeber mehrerer Bände der Schulbuchreihe Der Strom. Lesewerk für höhere Schulen. Er übersetzte belletristische Werke und Sachbücher aus dem Flämischen und Niederländischen ins Deutsche. 1972 wurde ihm der französische Orden „Palmes Académiques“ als Ritter verliehen.
Karl Jacobs war ab 1933 verheiratet mit Anneliese Jacobs, geborene Weber, hatte zwei Kinder und war Rotarier.

## Werke
- Retter Till. Spiel, Frankfurt a. M. 1924
- Drei spanische Schwänke. Spiel, München 1926
- Der weiße Ritter, Berlin 1926
- Dorfschlägerei, München 1927
- Der Mummenschanz. Spiel, Berlin 1927
- Die Dramendichtung Adolf Wilbrandts in zeitgeschichtlicher und -kritischer Darstellung, Köln 1929
- Jeppe vom Berge, München 1930
- Ulysses von Ithaka, München 1930
- Hans Pathelin, Berlin 1931
- Die Rüpelkomödie aus dem „Sommernachtstraum“, München 1931
- Der gestiefelte Kater, München 1932
- Der nächste Morgen, München 1932
- Der Held Knapkese, München 1933
- mit Felix Timmermans: Das Jesuskind in Flandern. Drama, Hamburg 1933
- Ein kleines Krippenspiel, München 1934
- Meier Helmbrecht. Spiel, München 1934
- Pietje Booms. Komödie, München 1935
- mit Felix Timmermans: Die sanfte Kehle. Komödie, München 1937
- Lille, Lille 1942
- Schneider Siebenstreich. Märchenkomödie, Leipzig 1942
- mit Felix Timmermans: Pieter Brueghel. Drama, Brüssel 1943
- mit Felix Timmermans: Die unsichtbare Hand. Drama,
- Fünfe ziehen nach Bremen. Märchenspiel, München 1947
- Das Jesuskind in Flandern, München 1947
- König Drosselbart. Märchenkomömdie, 1948
- Felix Timmermans. Lebenstage und Wesenszüge eines Dichters, Düsseldorf 1949
- Delphine. Lustspiel, 1955.

## Herausgeberschaft
- Die schönsten Geschichten des Herzens, Salzburg [u. a.] 1940
- Flandern erzählt, München 1943
- Führer durch Nordfrankreich, Flandern und Artois, Brüssel 1943
- Lachendes Flandern, Brüssel 1943
- Märchen und Volksgeschichten, Wien 1946
- Franz Grillparzer: Das Kloster bei Sendomir. Der arme Spielmann, Münster i. W. 1947
- Jonathan Swift: Gullivers Reisen, Essen 1950
- mit Anton Gail: Der Strom. Lesebuch für höhere Schulen, Düsseldorf
  - 1. Sexta, 1951
  - 2. Quinta, 1951
  - 3. Quarta, 1951
  - 4. Untertertia, 1951
  - 5. Obertertia, Untersekunda, 1951
  - 6. Von der Frühzeit bis Leibniz, 1950
  - 7. Von der Aufklärung bis zur Gegenwart, 1950
  - 8. Deutsche Gedichte vom Barock bis heute, 1950
- Großeltern und Enkel, Bremen 1972
- Geschenkte Jahre, Bremen 1974

## Übersetzungen
- Rogier van Aerde: Der Ausreißer, Basel [u. a.] 1959
- Roger Avermaete: Frans Masereel, Antwerpen 1976
- Frans Baudouin: Pietro Pauolo Rubens, Königstein im Taunus 1977
- Frits van den Berghe: Emiel Langui, Antwerpen 1968
- August van Cauwelaert: Das Mädchen Roberta und andere Erzählungen eines Richters, München 1948
- Ernest Claes: Die Mutter und die drei Soldaten, Essen 1954
- Ernest Claes: Onkel Hannes und andere Geschichten aus Flandern, Freiburg i.Br. 1958
- Ernest Claes: Die wenig erbauliche Geschichte von Karlchen Dop, Düsseldorf 1950
- Fernand Demets: In der Schlinge, Hamburg 1962
- Roger Adolf D'Hulst: Jacob Jordaens, Stuttgart 1982
- Die flämischen Tapisserien im Wawelschloß zu Krakau, Antwerpen 1972
- Abraham Marie Hammacher: Die Entwicklung der modernen Skulptur, Berlin 1973
- Abraham Marie Hammacher: Die Plastik der Moderne, Frankfurt am Main [u. a.] 1988 (übersetzt zusammen mit Ilse Bezzenberger)
- Abraham Marie Hammacher: Vincent van Gogh und sein Bruch mit der Gesellschaft, Köln 1957
- Abraham Marie Hammacher: Die Welt Henry van de Veldes, Antwerpen 1967
- Albert Kuyle: Kinder der Erde, Freiburg 1956
- Julien van Remoortere: Felix Timmermans, Antwerpen 1972
- Karel Sanders: Der industrielle Formgeber und sein Kollege vom Handwerk, Essen 1959
- Stijn Streuvels: Die große Brücke, Stuttgart 1938
- Stijn Streuvels: Das heiße Leben, Stuttgart 1939
- Felix Timmermans: Ins Land der Apfelsinen, Düsseldorf 1949
- Felix Timmermans: Kleine Leute in Flandern, Leipzig 1935 (übersetzt zusammen mit Peter Mertens und Anna Valeton-Hoos)
- Felix Timmermans: Minneke Pus oder Die schönen Tage im Kempenland, Frankfurt am Main 1948
- Felix Timmermans: Der Pfarrer vom blühenden Weinberg, München 1934
- Felix Timmermans: Sankt Nikolaus und die Kinder, Zürich 1967
- Felix Timmermans: Die unsichtbare Hand, Wiesbaden 1952 (übersetzt zusammen mit Peter Mertens und Anna Valeton-Hoos)
- Lia Timmermans: Mein Vater, Wiesbaden 1952
- Marc Edo Tralbaut: Vincent van Gogh und die Gesellschaft, Dortmund 1958
- Edward Vermeulen: Remi Braem, der Frankreichgänger, Freiburg 1939
- Karel van de Woestijne: Die Geburt des Kindes, München 1946
- Karel van de Woestijne: Pieter Bruegel, München 1942